# Kolegiata św. Lamberta w Radomsku
Kolegiata św. Lamberta w Radomsku – kościół wybudowany w latach 1869–1876 w stylu neobarokowym pod nadzorem Konstantego Wojciechowskiego.

## Historia
Pierwszy kościół wraz z parafią istniał tu już zapewne w XI lub XII wieku. Pierwsza wzmianka pisana na ten temat pochodzi z 1379, kiedy to świątynia spłonęła. W 1521 kościół był już murowany. W XV wieku istniał przy nim szpital. W 1624 i 1842 kościół strawiły następne pożary. W 1869 mocno już nadwątlona budowla została zastąpiona nową, według projektu Konstantego Wojciechowskiego. Budowę zakończono w 1875. 17 września 1876 świątynię konsekrował biskup włocławski Wincenty Teofil Popiel.

## Architektura
Posiada trzy wieże od frontu. Prezbiterium i nawa główna  posiadają 11 okien. W oknie nad głównym ołtarzem znajduje się witraż przedstawiający Zwiastowanie Najświętszej Marii Panny, dzieło księżnej Eugeniuszowej Lubomirskiej z Kruszyny. W nawach bocznych i w kaplicach znajdują się niewielkie, rozetowe okna, szklone kolorowym szkłem przez Władysława Swiędrowskiego. Siedziba Radomszczańskiej Kapituły Kolegiackiej.

## Tablice pamiątkowe
Kościół posiada bogaty zespół epitafiów i tablic pamiątkowych, upamiętniających m.in.:

### Zewnętrzne
- 27 i 74 Pułk Piechoty Armii Krajowej, walczące na ziemi radomszczańskiej (wmurowana we wrześniu 1984 przez towarzyszy broni),
- kapitana Stanisława Sojczyńskiego „Warszyca” i członków jego oddziału z Konspiracyjnego Wojska Polskiego, pomordowanych w latach 1945-1950 (1990),
- harcerzy Szarych Szeregów i żołnierzy Armii Krajowej (1988),
- księdza Jerzego Popiełuszki, ufundowana przez NSZZ Solidarność (1995),
- Polaków zamordowanych przez Sowietów w łagrach, na Syberii oraz w Kazachstanie w latach 1940-1956, ufundowana przez Związek Sybiraków z Radomska (2001),
- zesłańców syberyjskich (12 nazwisk, 2001),
- prof. Grzegorza Białkowskiego, senatora (1989),

### Wewnętrzne
- pedagoga Feliksa Fabianiego (1838-1904),
- Stanisławę Kulską (1865-1890),
- Karoliny Kulskiej (1858-1887),
- ks. Franciszka Kmiecia (13.9.1907-3.7.1942), więźnia niemieckich obozów koncentracyjnych w Stutthofie, Sachsenhausen i Dachau, zamordowanego w tym ostatnim w 1942 (2007),
- kanonika katedry włocławskiej Wincentego Gajewskiego (5.4.1823-4.1.1896), dziekana i proboszcza radomszczańskiego, budowniczego kościoła[3].

## Galeria

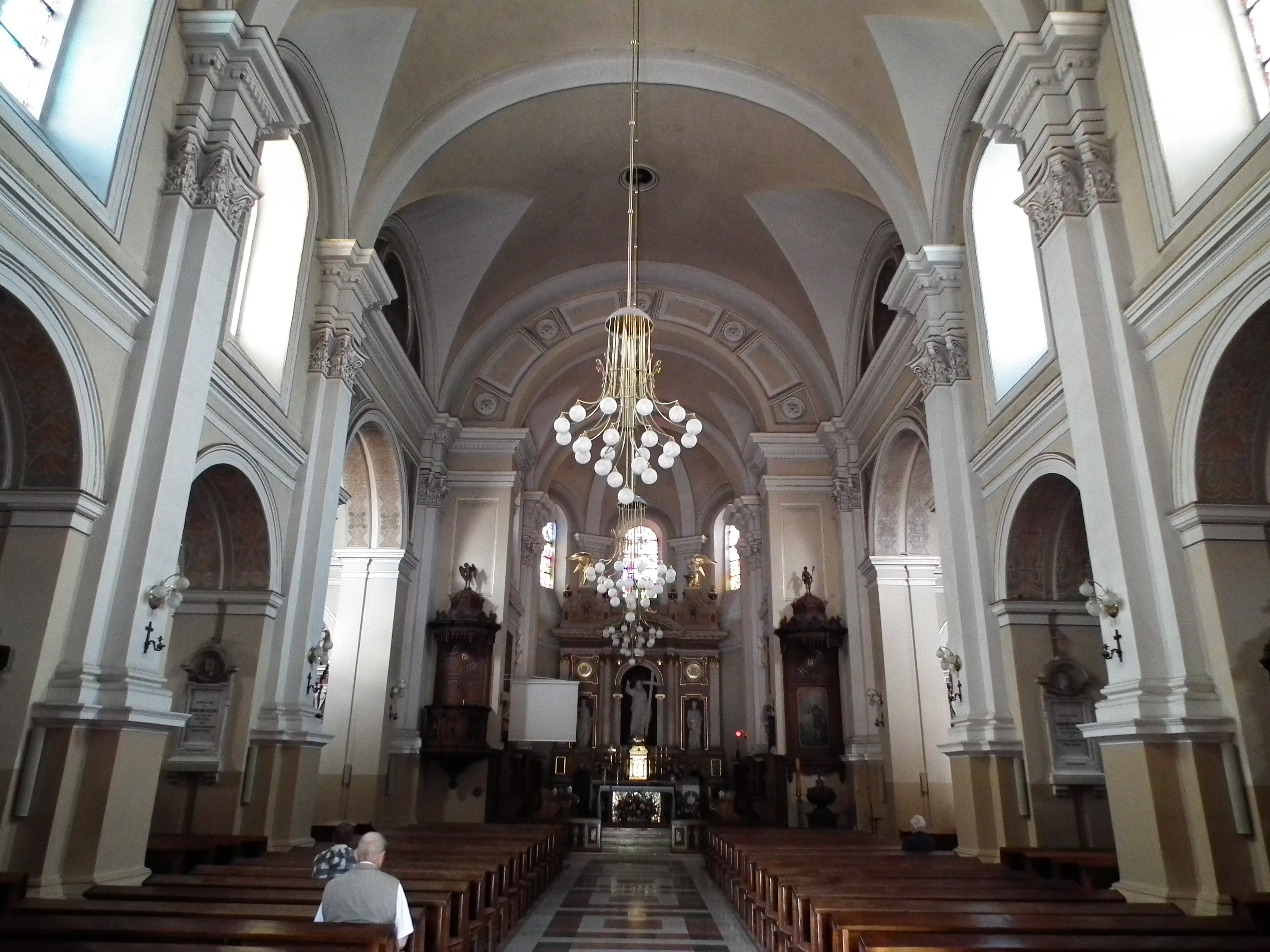
Wnętrze
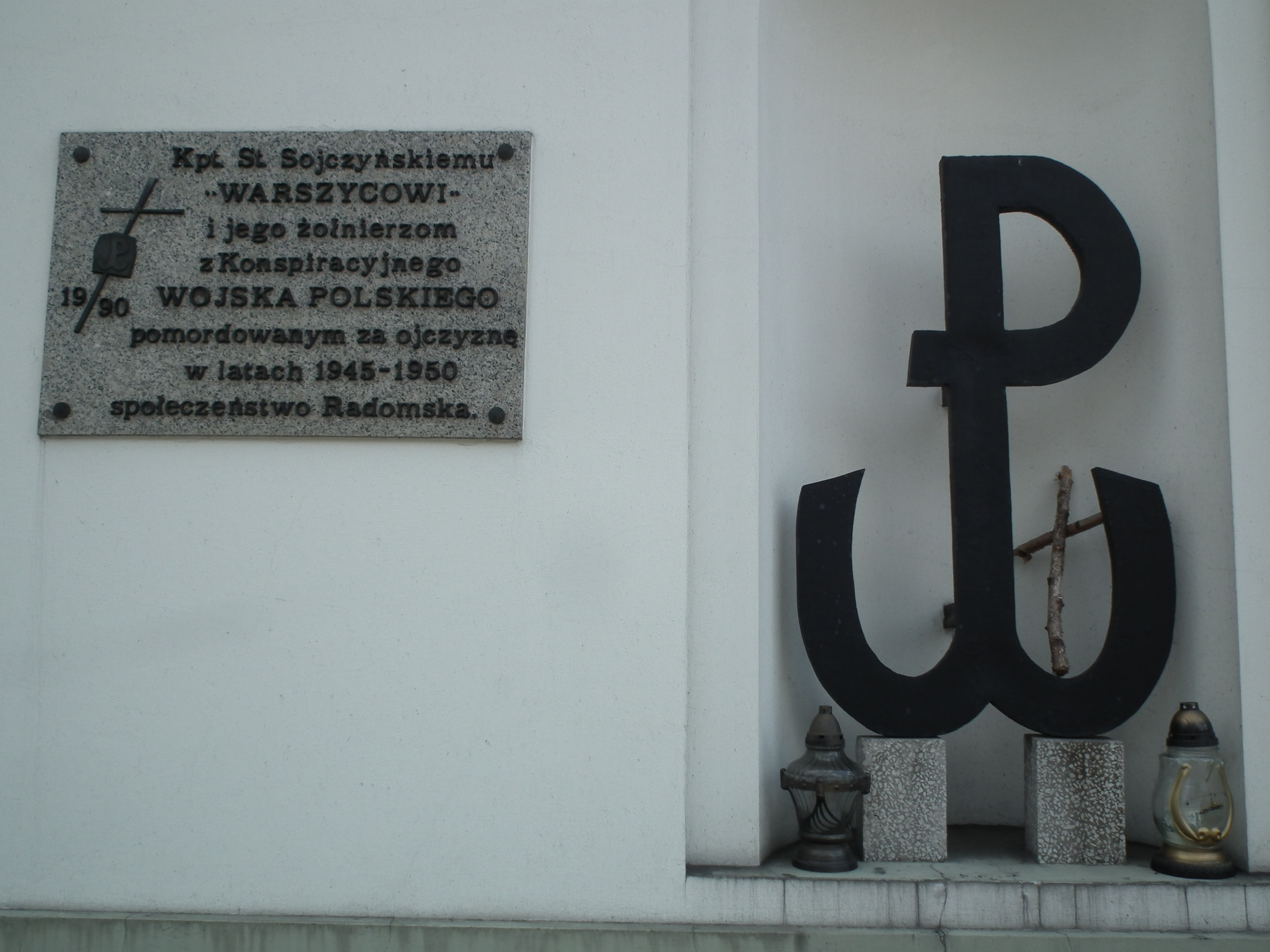
Jedna z tablic
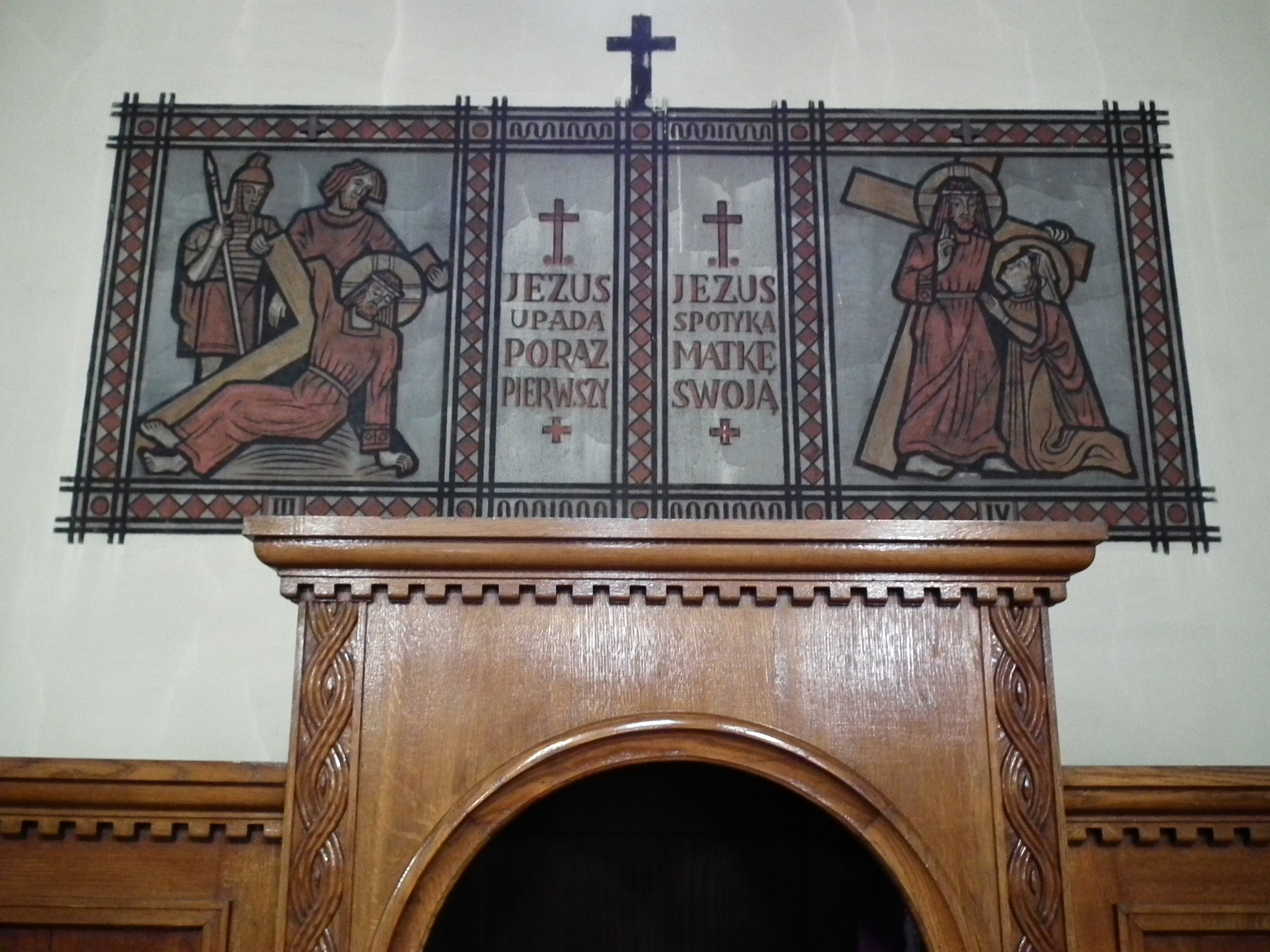
Droga krzyżowa